# Schizomyia viburni
Schizomyia viburni är en tvåvingeart som beskrevs av Ephraim Porter Felt 1908. Schizomyia viburni ingår i släktet Schizomyia och familjen gallmyggor.
Artens utbredningsområde är New York. Inga underarter finns listade i Catalogue of Life.